# 크리스티나 러브 리
크리스티나 러브 리(Christina Love Lee, 1986년 ~)는 슈퍼스타K3 출신 가수다.

## 방송
- 슈퍼스타K 3 (2011) - Top4

## 음반
- 슈퍼스타K 3 Top11 Part 1 (2011)
- 슈퍼스타K 3 Top11 Part 2 (2011)
- 슈퍼스타K 3 Top11 Part 3 (2011)
- 슈퍼스타K 3 Top11 Part 4 (2011)
- 슈퍼스타K 3 Top11 Part 6 (2011)
- I Believe (with 이승철) (2011)